# Білий китаєць
α-метілфентаніл або «Білий китаєць» — наркотичний засіб, опіоїдний анальгетик. Є похідним фентанілу. Він в 6300 разів активніший за морфін і в 352 рази сильніший за героїн. Був відкритий у 1974 році. Набув популярності в Росії в 1990-х роках.

## Історія створення
У 1980-х роках у Каліфорнії, США, був виявлений синтетичний наркотик групи фентанілу, який наркомани назвали «China white». Це був альфа-метілфентаніл. У ті роки він у великих кількостях виготовлявся в Гонконзі. Вживання нового наркотику спричинило велику кількість смертей і, як наслідок, він не набув великого поширення. Ходили чутки, що теоретичну формулу вивели радянські вчені ще при Сталіні, проте їм так і не вдалося втілити її в реальність, тому Сталін нібито подарував наукову розробку Мао Цзедунові.

## В Росії
У Росії наркотик з'явився в 1991 році. Як з'ясувалося згодом, його стали виготовляти студенти хімічних факультетів Казанського державного університету та Московського державного університету. Студент першого з вищезгаданих вузів, призер Міжнародної хімічної олімпіади 1989 року в Галле Федір Алексєєв і його однокурсник Рінат Мівтахов, відкривши унікальний метод синтезу, налагодили виробництво та збут наркотиків через казанські злочинні угруповання в Татарстані і Москві. Незабаром в Москві кілька студентів хімічного факультету МГУ також стали займатися подібною діяльністю. Але в результаті спеціальної операції, розробленої і проведеної правоохоронними органами, виробники, розповсюджувачі і замовники наркотику були заарештовані і згодом засуджені. Перша хвиля подібної наркоманії забрала десятки життів.
Точки, які виготовляли «білий китаєць», з'являлися в великих кількостях по всій країні. Найбільш відомим кримінальною справою з цієї сфери стала справа колишнього викладача Санкт-Петербурзького педагогічного університету імені Герцена Михайла Рибіна. Рибін в знятій квартирі на Бухарестській вулиці Санкт-Петербурга організував лабораторію з виготовлення «білого китайця». Мало того, саме Рибін першим став експортувати наркотик за кордон. Жертвами тільки цієї лабораторії стали більше 100 людей в Росії і Фінляндії.
До цього дня в засобах масової інформації з'являються повідомлення про ліквідацію чергової лабораторії з виробництва «білого китайця».

## Наркотичні властивості
«Білий китаєць» є одним з найбільш високопотентних наркотиків серед усього розмаїття відомих. При вживанні швидко викликає звикання і сильну залежність, через що наркоман потребує прийомів дози кілька разів на день, щоб уникнути абстинентного синдрому. Застосування наркотику, як і більшості подібних, внутрішньовенне.
Дія «білого китайця» на ЦНС супроводжується ейфорією, седативним ефектом, зниженням рівня свідомості, почуттям захищеності від життєвих проблем. При зловживанні швидко розвивається толерантність, потрібні великі дози для досягнення ефектів наркотику. При скасуванні прийому 3-метілфентаніл починається абстиненція, яка проявляється артралгією, слинотечею і сльозотечею, порушенням сну, судомами, гарячкою.
Це, мабуть, один з найнебезпечніших наркотиків на сучасному ринку — допустити передозування зовсім нескладно, а зайвий десяток мікрограмів препарату, доданий до «дози», тягне за собою неминучу смерть. Насправді фентаніл настільки сильний, що контакт з ним у будь-якій формі, навіть через шкіру, може бути небезпечним.